# غريغ ماكفيرسن
غريغ ماكفيرسن (بالإنجليزية: Greg Macpherson)‏ هو محامي وسياسي أمريكي، ولد في 3 مايو 1950 في كورفاليس في الولايات المتحدة. نشط حزبياً في الحزب الديمقراطي. وقد انتخب عضو مجلس نواب أوريغون.